# Vicenza
Vicenza ([viˈʧɛnːʦa]; em vêneto Vicensa; em latim Vicentia) é uma comuna italiana da região do Vêneto, província de Vicenza, com cerca de 113.898 (Iscritti al 28.2.2007) habitantes. Estende-se por uma área de 80 km², tendo uma densidade populacional de 1424 hab/km². Faz fronteira com Altavilla Vicentina, Arcugnano, Bolzano Vicentino, Caldogno, Costabissara, Creazzo, Dueville, Longare, Monteviale, Monticello Conte Otto, Quinto Vicentino, Torri di Quartesolo.
O centro histórico de Vicenza é Patrimônio da Humanidade da Unesco.
Era conhecida como Vicência (Vicentia) durante o período romano.

## Demografia
| Variação demográfica do município entre 1861 e 2011                               |
|                                                                                   |
| Fonte: Istituto Nazionale di Statistica (ISTAT) - Elaboração gráfica da Wikipedia |

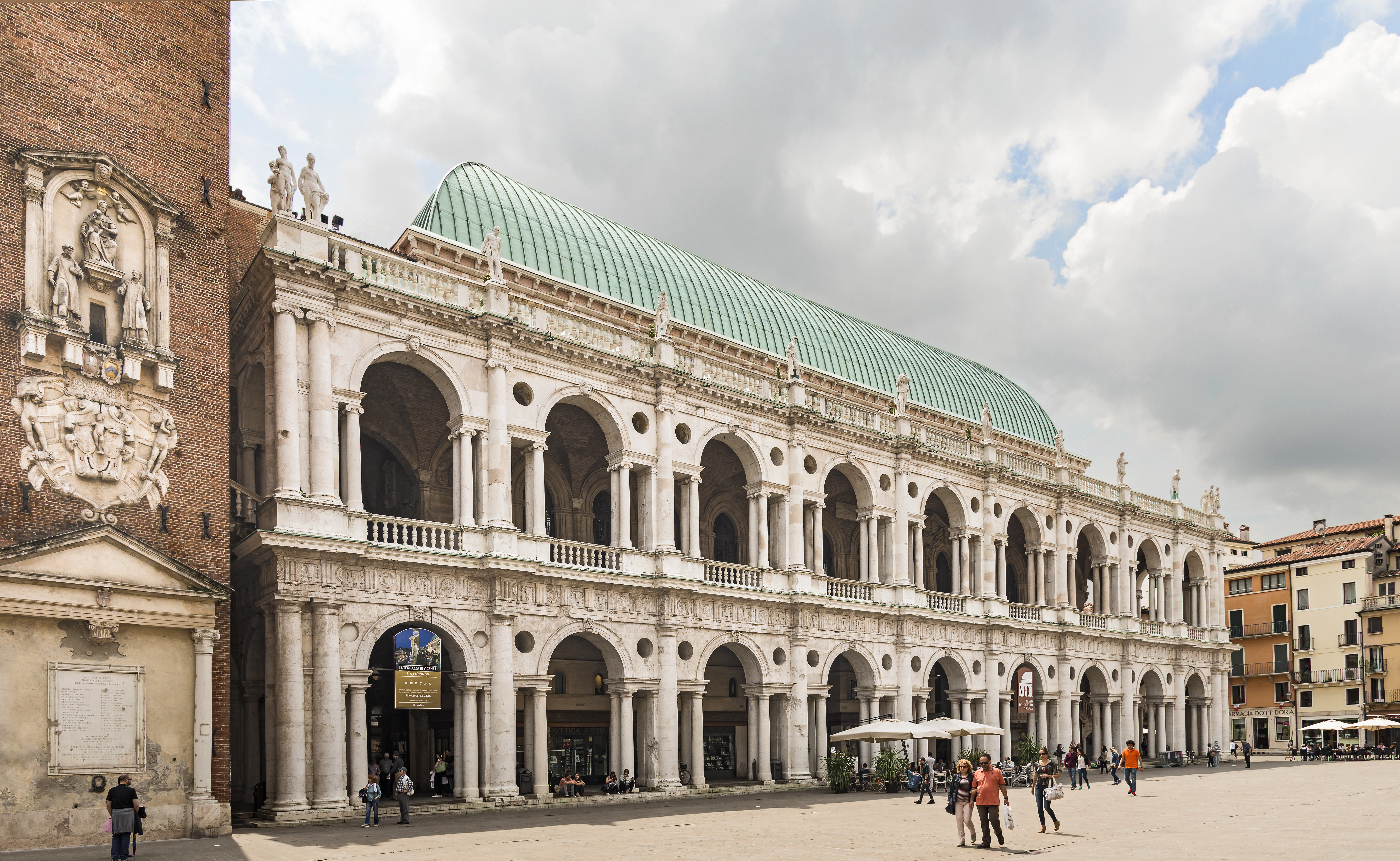
Basilica Palladiana
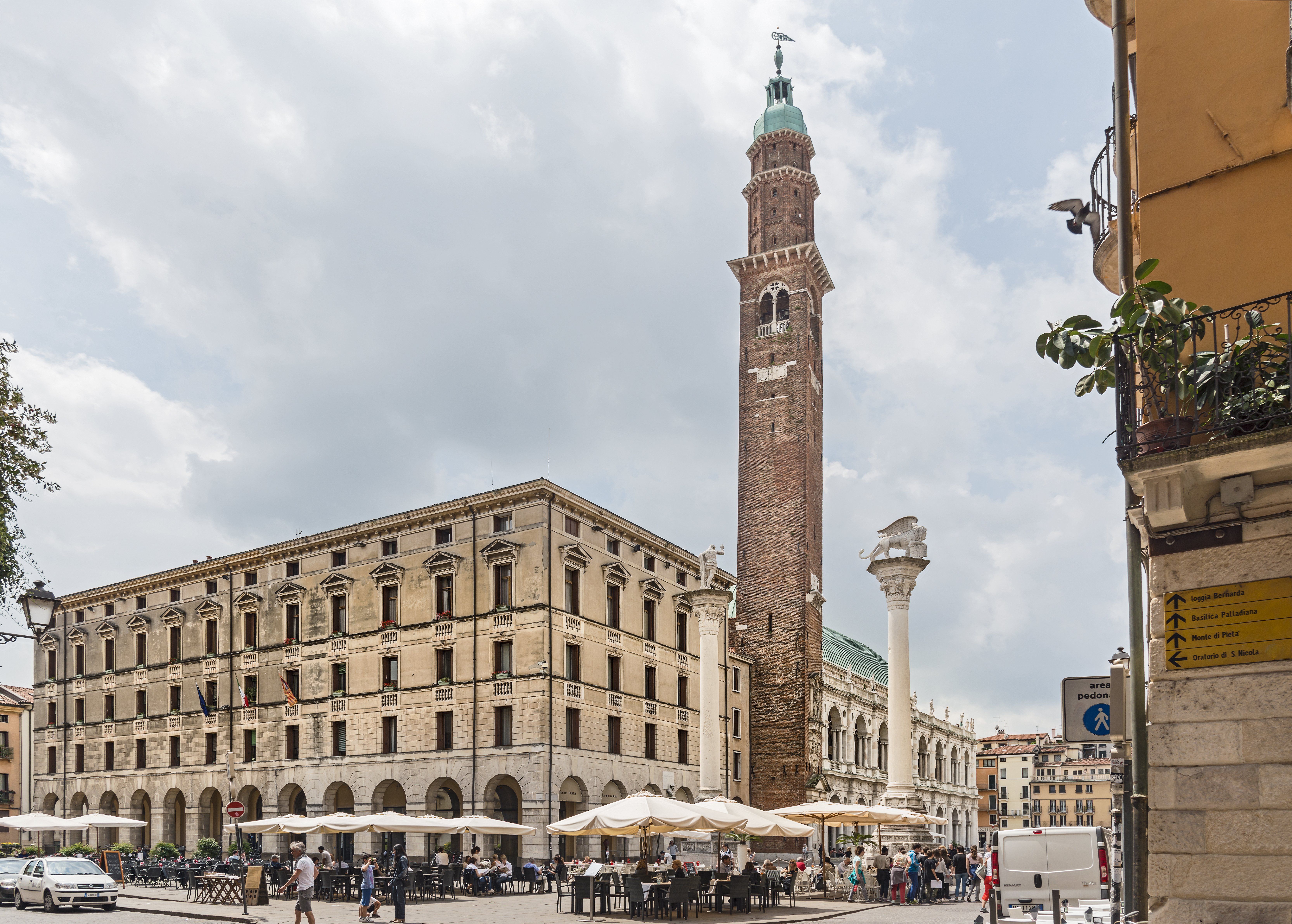
Piazza dei Signori - Torre Bissara - Piazza della Biade
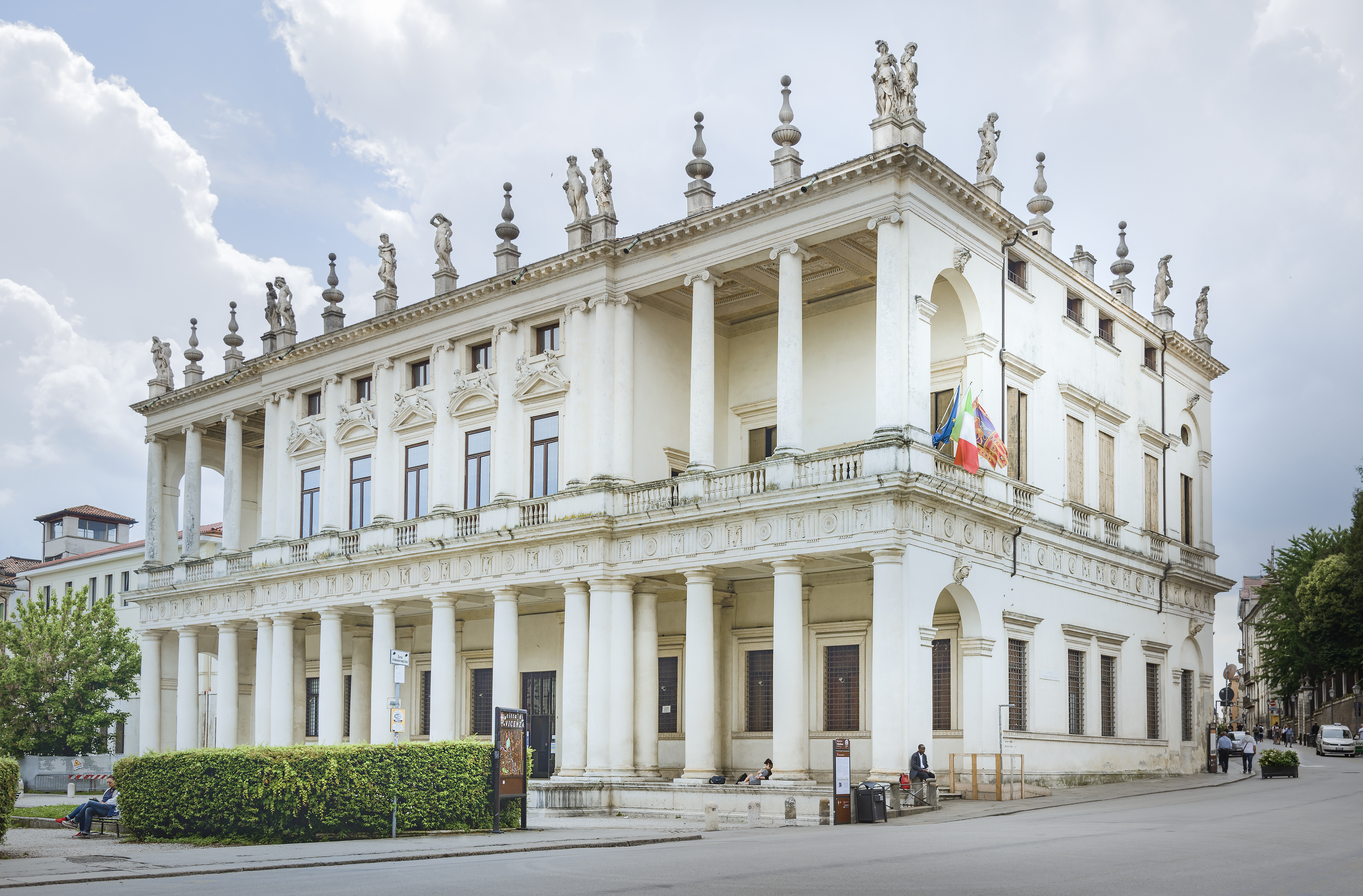
Palazzo Chiericati
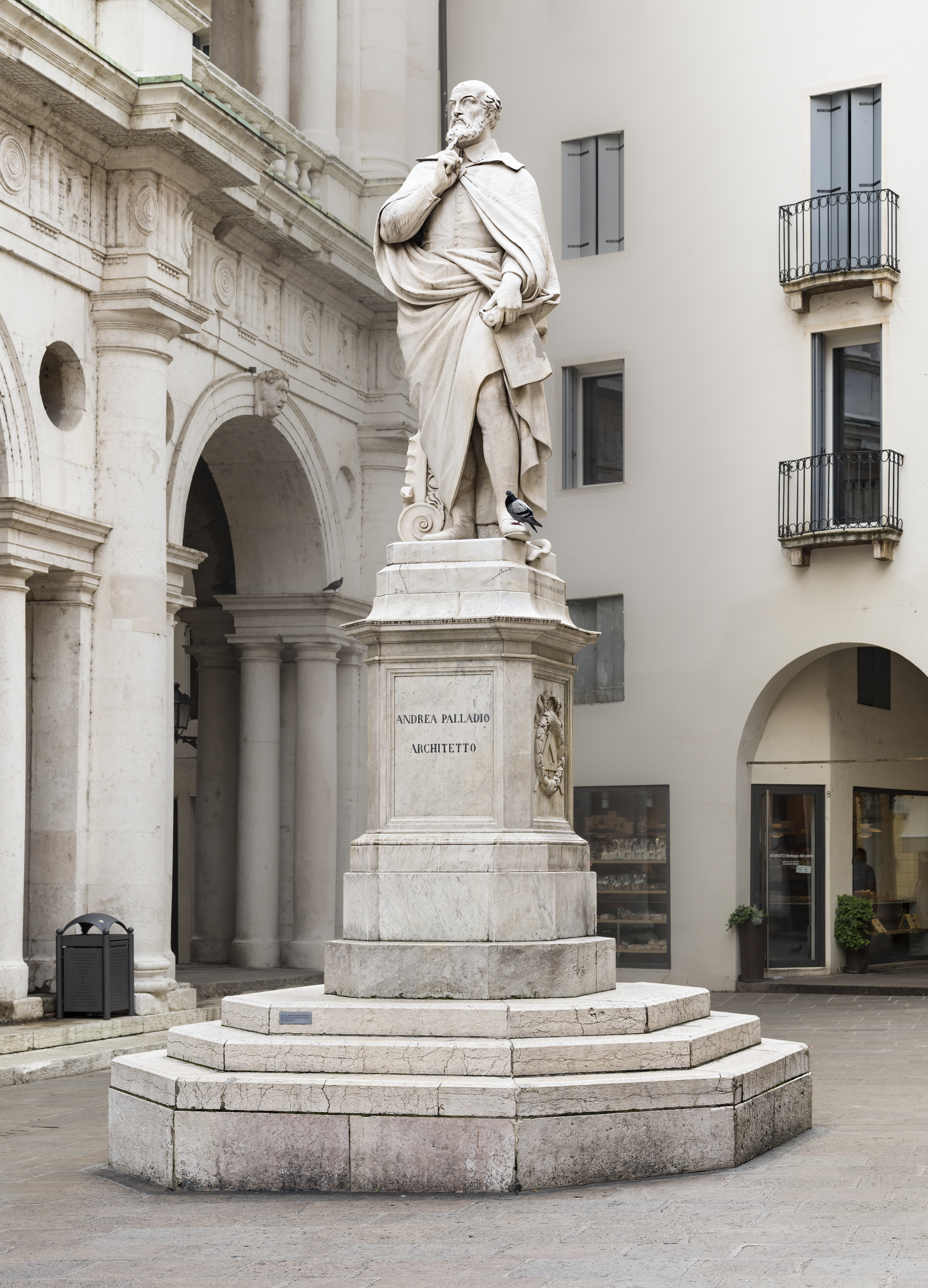
Andrea Palladio
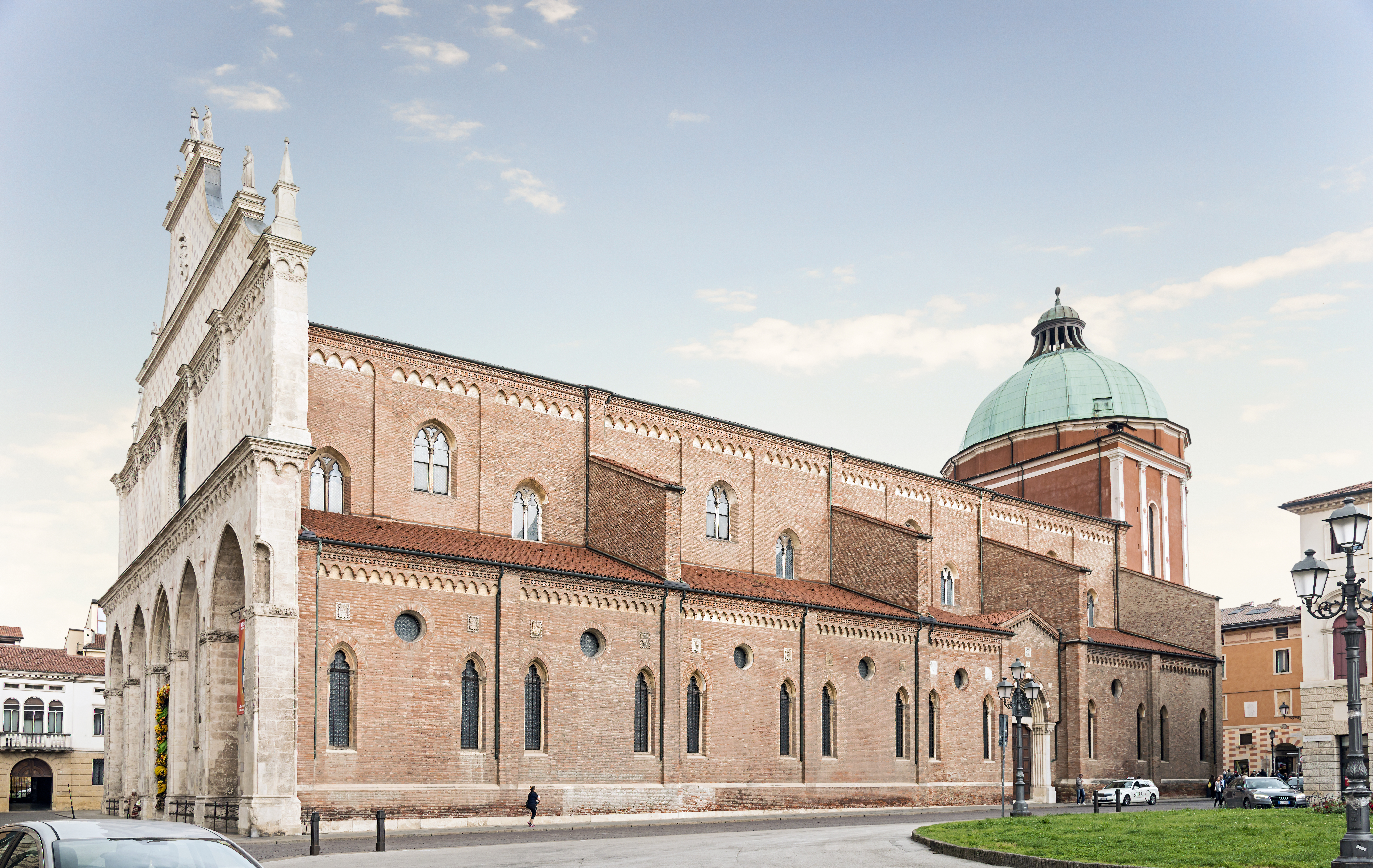
Santa Maria Annunciata
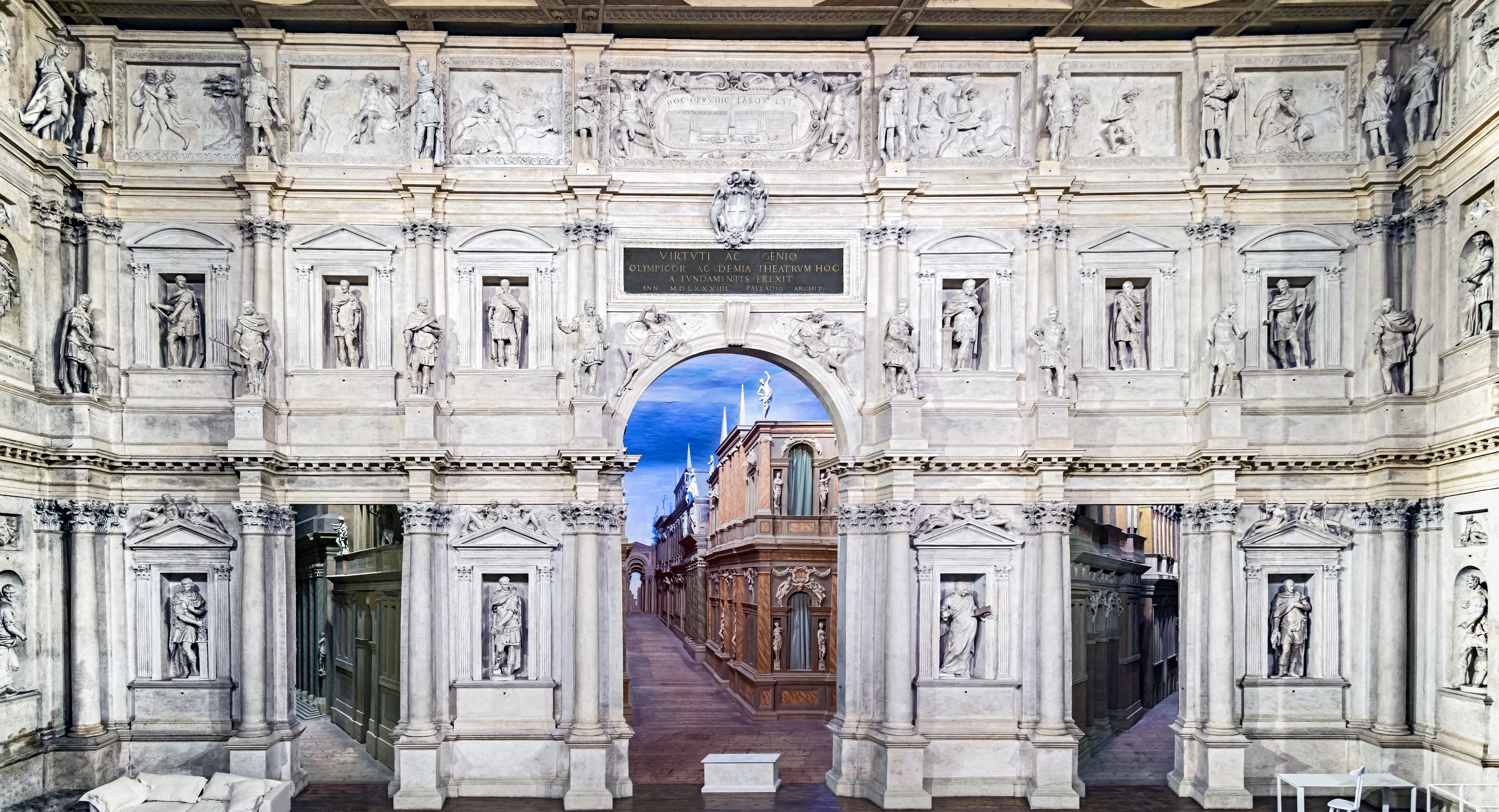
Teatro olimpico